# Eriogonum exaltatum
Eriogonum exaltatum là một loài thực vật có hoa trong họ Rau răm. Loài này được M.E.Jones mô tả khoa học đầu tiên năm 1929.